# José María Lamamié de Clairac y Alonso

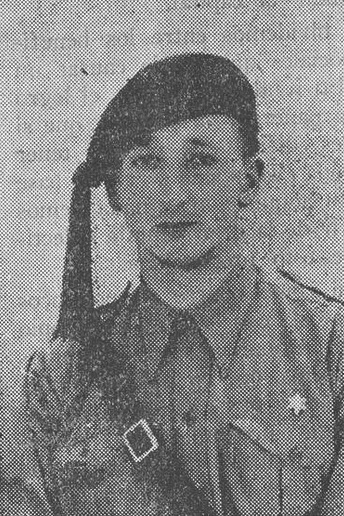
José María Lamamié de Clairac y Alonso con uniforme de Requeté.

José María Lamamié de Clairac y Alonso (Salamanca, 19 de mayo de 1911 - La Marañosa, 8 de febrero de 1937) fue un sacerdote y militar español.
Nació en el seno de una conocida familia de tradicionalistas salmantinos descendientes de nobles militares de origen francés establecidos en España a principios del siglo XVIII. Su abuelo, Juan Lamamié de Clairac fue un político y periodista carlista diputado en las Cortes de la Restauración en 1907 y su padre, José María, fue dirigente de la Comunión Tradicionalista durante la Segunda República y el Franquismo y también diputado en las Cortes por Salamanca.  
A los 11 años, en 1922, ingresó en el seminario de los jesuitas de Comillas, Santander. Se incorporó al ejército en Salamanca en 1934. Fue ordenado sacerdote en 1935 y cantó su primera misa el 30 de septiembre en la Clerecía de Salamanca. 
Al estallar la Guerra Civil, fue preso por miembros del Frente Popular, siendo liberado poco después. La guerra le sorprendió en Comillas preparando el doctorado en Teología.El 1 de noviembre de 1936 logró evadirse y pasar a zona nacional, donde se incorporó como capellán al Tercio de requetés del Alcázar. Participó en la Batalla del Jarama siendo alférez de Ingenieros y capellán en el 3º Ligero de Artillería.
Murió el 8 de febrero de 1937 consecuencia de las graves heridas recibidas en el frente, en un paraje llamado La Marañosa en Getafe cerca de las ruinas del monumento al Sagrado Corazón en el Cerro de los Ángeles que había visitado pocas horas antes.Fue enterrado en Salamanca. 